# アブドゥッラーフ2世

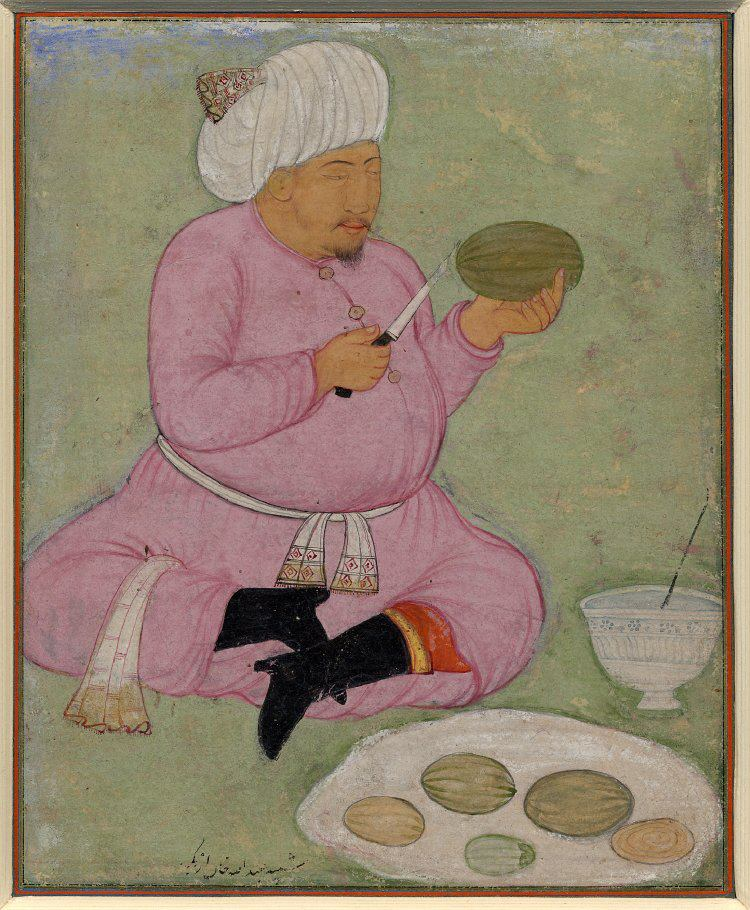
メロンを切るアブドゥッラーフ2世

アブドゥッラーフ2世（Abudallah II、1533年 - 1598年）は、ウズベク系のシャイバーニー朝ブハラ・ハン国のハン。

## 概要
「古いハン」（The old Khan）の名前で知られている。1587年からペルシアとの戦争を開始し、自身の死まで続いた。